# Kounkouna
Ne doit pas être confondu avec Kounkana.
Kounkouna est une localité située dans le département de Kampti de la province du Poni dans la région Sud-Ouest au Burkina Faso.

## Géographie
Kounkouna se trouve à environ 4 km à l'est de Kampti, le chef-lieu du département, et de la route nationale 12 menant à la frontière ivoirienne, ainsi qu'à 3 km à l'ouest de Kompi.

## Santé et éducation
Le centre de soins le plus proche de Kounkouna est le centre de santé et de promotion sociale de Kompi tandis que le centre médical est à Kampti et que le centre hospitalier régional (CHR) de la province se trouve à Gaoua.